# Criminoso sexual
Um criminoso sexual, também chamado de abusador ou predador sexual, é alguém que comete crimes contra a liberdade sexual de outra pessoa. Esses crimes incluem abuso sexual, exploração sexual, tráfico de pessoas, entre outros. As definições e penalidades para crimes sexuais variam de acordo com o país e a cultura, sendo frequentemente influenciadas pela legislação local e por tratados internacionais.
Alguns dos crimes que geralmente resultam na tipificação penal de criminosos sexuais são: prostituição infantil, enviar ou receber conteúdo obsceno na forma de mensagens escritas, compartilhamento de conteúdo sexual de menores e relações sexuais entre adultos ou adolescentes.  

## Legislação em Países de Língua Portuguesa

### Brasil
No Brasil, o Código Penal trata dos crimes sexuais nos artigos 213 a 218-C. O estupro de vulnerável (Artigo 217-A) é caracterizado quando ocorrem interações sexuais com menores de 14 anos. Além disso, o assédio sexual e a pornografia infantil também são criminalizados e estão presentes nos referidos textos legais.

### Portugal
Em Portugal, crimes contra a liberdade sexual estão descritos nos artigos 163.º a 177.º do Código Penal Português. Esses incluem:
- Violação: atos sexuais forçados mediante violência ou coação.
- Abuso sexual de crianças: relações com menores de 14 anos.
- Pornografia infantil: produção ou distribuição de material envolvendo menores de idade.

### Outros PaísesLusófonos
- Em Angola e Moçambique, as legislações também criminalizam atos como abuso de menores, violação e exploração sexual, com variações nas penas e definições específicas.
- Em Cabo Verde e Guiné-Bissau, o combate à exploração sexual infantil e ao tráfico humano tem sido reforçado com cooperação internacional e legislação específica.

Se algum contato sexual entre o adulto e o menor acontecer, ocorre abuso sexual de menor. Outros exemplos são: agressão sexual, zoofilia, mutilação genital feminina, incesto, estupro e pedofilia. 
As leis de registro de crimes sexuais nos Estados Unidos também podem classificar ofensas menores como ofensas sexuais, exigindo registro como crime sexual. Em alguns estados, a urinação pública, fazer sexo na praia, ou prisão ilegal de um menor constitui crime sexual que requer registro.

## Visão
Olhando para os vários tipos de crimes, um exemplo de crime digital é a pornografia infantil. No mundo moderno com amplo acesso à tecnologia, muitos países estão reformulando as suas leis para prevenir o excesso de acusação dos criminosos sexuais e focar os crimes que envolvem vítimas. O termo predador sexual é muitas vezes usado para descrever um criminoso sexual.
Nos Estados Unidos, o Código Adam propõe providenciar fundos para cada jurisdição que concorde em incorporá-lo. Às que aceitam o acordo, existem os tipos I, II e III de criminosos sexuais. Os indivíduos condenados com crimes menores não cobertos pelo Código Adam ainda podem estar abrangidos pelas regulações anteriores que os denotam como criminosos sexuais (ou habituais criminosos sexuais, predadores sexuais ou pedófilos).
Nos Estados Unidos, Reino Unido e outros países, um criminoso sexual condenado é normalmente registrado com o registro de criminoso sexual da respectiva jurisdição. Nos EUA, as bases de dados de registros são normalmente abertas ao público. Os criminosos sexuais são classificados por níveis. O nível mais elevado exige que fiquem registrados durante a vida inteira; os criminosos de baixo nível podem apenas ficar registrados durante um período de tempo.

## Reincidência
O nível de reincidência de criminosos sexuais é mais baixo do que se acredita. Um estudo de 2002 pelos Programas do Departamento da Justiça (OJP) do Departamento de Justiça dos Estados Unidos seguiu 9.691 homens criminosos sexuais libertados das prisões em 15 estados americanos em 1994, em que nos primeiros três anos depois da libertação, a nova prisão e taxas de nova condenação dos criminosos sexuais era de 5,3 e 3,5%, respectivamente; isso significa que cerca de 1 em cada 19 criminosos sexuais libertados eram presos novamente, cerca de três anos depois, por outro crime sexual. O mesmo estudo encontrou que durante o mesmo período de três anos depois da libertação, 68% dos criminosos não sexuais libertados eram presos por outro crime (e 47,8% condenados novamente), enquanto que 43% dos criminosos sexuais libertados eram presos por outro crime (24% eram condenados novamente).
Segundo os Programas do Departamento da Justiça, do Departamento da Justiça dos Estados Unidos, no Estado de Nova Iorque, a avaliação da reincidência para os criminosos sexuais foi mostrada como sendo mais baixa do que qualquer outro crime, exceto homicídio. Outro relatório do OJP que estudou a reincidência dos prisioneiros libertados em 1994 em 15 estados (contanto com dois terços de todos os prisioneiros libertados nos Estados Unidos nesse ano) chegaram à mesma conclusão.
Dos criminosos sexuais libertados que alegadamente cometeram outro crime sexual, 40% perpetraram a mesma ofensa em um ano ou menos da sua prisão. Entre três anos depois da sua libertação, 2,5% dos violadores libertados foram presos novamente por outra violação; e 1,2% dos que foram presos por homicídio foram novamente presos por novo homicídio. Os criminosos sexuais tinham cerca de quatro vezes mais probabilidade que os criminosos não sexuais de serem novamente presos por outro crime sexual depois da sua libertação da prisão (5,3% dos criminosos sexuais, contra 1,3% dos criminosos não sexuais). Estimados 24% dos que serviram tempo por violação e 19% dos que serviram tempo por abuso sexual estavam a liberdade condicional na altura da sua ofensa pelo que estavam na prisão em 1991.
Aproximadamente 4.300 abusadores de crianças foram libertados das prisões em 15 estados americanos em 1994. Cerca de 3,3% desses 4.300 foram presos novamente por outro crime sexual contra uma criança nos três anos seguintes à sua libertação. De entre os pedófilos libertados da prisão em 1994, 60% estiveram na prisão por tocarem uma criança de 13 anos ou menos. A idade média das vítimas de violação era de 22 anos. Os pedófilos são, em média, cinco anos mais velhos do que os criminosos violentos que cometem os seus crimes contra adultos. Perto de 25% dos abusadores de menores têm 40 ou mais anos, mas cerca de 10% dos colegas com vítimas adultas estão nesta faixa etária.

## Registro da prisão e restrições
Um registro de criminosos sexuais é um sistema que existe em um número de jurisdições designadas para permitir às autoridades controlar a residência e atividades dos criminosos sexuais (incluindo os que são libertados da prisão). Em algumas jurisdições (especialmente nos Estados Unidos), a informação no registro é disponibilizada ao público através de um website ou outros meios. Em várias jurisdições, os criminosos sexuais registrados são sujeitos a restrições adicionas (incluindo domicílio). Os que estão em liberdade condicional podem ser sujeitos a restrições não aplicáveis a outras pessoas em liberdade condicional. Estas incluem restrições de estar na presença de menores, viver nas proximidades de escolas ou centros de cuidados, ou ter brinquedos (ou outros itens de interesse de menores). O registro de criminosos sexuais de Israel é acessível apenas a oficiais, em vez de ao público em geral.
A Lei Megan, nos Estados Unidos, é designada para sancionar criminosos sexuais e reduzir a taxa de reincidência. A lei é executada e aplicada numa base de estado membro. Muitos estados também restringem onde os criminosos sexuais podem viver depois da libertação, proibindo residência numa distância designada de escolas e centros de cuidado (normalmente entre 300 a 610 metros). Guiados pela Lei de Proteção e Segurança Infantil, Adam Walsh de 2007, os criminosos sexuais devem evitar áreas como escolas, paragens de autocarro, ginásios, centros recreativos, parques infantis, piscinas, bibliotecas, centros de dia e locais de culto a menos de 150 a 760 metros de distância. Contudo, as estipulações de residência variam de estado para estado. Alguns estados (como o Arkansas, Illinois, Washington e Idaho) não exigem que os criminosos sexuais se mudem das suas casas se um edifício proibido é construído ou se uma lei é criada depois do criminoso estar na residência. Muitos aspectos das leis são criticadas pelos reformistas e grupos de direitos civis como o National RSOL e o Human Right Watch; e profissionais de tratamento, como Atsa.
Comprometer-se a uma residência exige que um criminoso sexual condenado seja notificado a regulações de registro pelas forças policiais locais se condenado depois de 1 de janeiro de 2005. O criminoso deve atuar perante a notificação em cinco dias úteis do aviso. Se e quando um criminoso for libertado da prisão, deve confirmar o seu estado de registro em cinco dias úteis. A informação de registro inclui o sexo do criminoso, altura, peso, data de nascimento, características identificadas (se existirem), lei violadas, impressões digitais e fotografia atualizada. Um endereço de e-mail, nomes utilizados em salas de conversação online e nomes usados em mensagens escritas devem ser entregues às autoridades. No Colorado, um criminoso deve ser registrado novamente quando se muda para uma nova residência, muda o seu nome legal, emprego, atividade voluntária, informação de identificação usada online e estado numa instituição escolar pós secundária.
Uma lista de registro baseada na internet pode ser encontrada em websites de condados, que identifica adultos condenados como criminosos sexuais que são predadores sexualmente violentos condenados com um crime de atos sexuais, crimes de violência ou falha no registro como solicitado. Legalmente, "qualquer pessoa que é um predador sexualmente violento e qualquer pessoa que é condenada como um adulto [...] tem o dever de se registrar pelo resto da sua vida". As exceções a isto incluem adiar a sentença dos crimes ou petições do tribunal para terminar o registro.
Alguns criminosos sexuais são determinados como demasiado perigosos para a sociedade para serem libertados, e são sujeitos a confinamento civil - prisão por tempo indefinido, que é suposto, mas nem sempre, providenciar tratamento ao criminoso.

## Terapias e tratamento
Os programas de modificação de comportamento têm vindo a reduzir a reincidência em criminosos sexuais. Normalmente, tais programas usam princípios de análise comportamental aplicada. Duas abordagens desta linha de investigação prometem. A primeira usa abordagens de condicionamento operante (que usa compensação e castigo para treinar novos comportamentos, tal como resolução de problemas) e o segundo usa procedimentos de condicionamento clássico, tal como terapia de aversão. Muitos dos programas comportamentais usam sensibilização dissimulada e/ou aversão a odores: ambos são formas de terapia de aversão, que têm desafios éticos. Tais programas têm sucesso em baixar a reincidência em 15-18%. O uso de terapia de aversão permanece controversa, e é um problema ético relacionado com a prática profissional de análise de comportamento.
Em 2007, a Auditoria do Estado do Texas lançou um relatório mostrando que os criminosos sexuais que completaram o Programa de Tratamento para Criminosos Sexuais do Texas (COTP) tinham menos 61% de probabilidade de cometerem um novo crime.
A castração química é usada em alguns países e estados para tratar os criminosos sexuais homens. Ao contrário da castração física, é reversível parando com a medicação. Para criminosos sexuais homens com parafilias extremas ou severas, a castração física parece ter sucesso. Resulta numa taxa em 20 anos de menos de 2,3% de reincidência (contra a taxa de 80% no grupo de controle sem tratamento), segundo um grande estudo de 1963 envolvendo um total de 1036 criminosos sexuais, feito pelo investigador alemão A. Langelüddeke. Isso foi muito mais baixo do que se esperava, comparado com a taxa geral de reincidência de criminosos sexuais. Apesar disso considera-se cruel e castigador por muitos, mesmo que a castração física não afete o estilo de vida dos homens (comparados com homens não castrados).

### Avaliação de risco
Os terapeutas usam vários métodos para avaliar o risco de reincidência dos criminosos sexuais. As ferramentas de avaliação de risco consideram fatores que foram empiricamente ligados através através de pesquisas para o risco de reincidência sexual. Os investigadores e práticos consideram alguns fatores como "estáticos", como a idade, o número anterior de crimes sexuais, o gênero da vítima, a relação com a vítima, e indicadores de psicopatologia e excitação sexual desviante, e outros fatores igualmente "dinâmicos", como a obediência ao supervisor e ao tratamento. Examinando ambos os tipos de fatores, pode surgir uma mais completa imagem do risco do criminoso, comparando com fatores estáticos e dinâmicos usados sozinhos.

## Controvérsia
É argumentado que nos Estados Unidos os criminosos sexuais foram selecionados como uma nova mentalização de pânicos morais sobre sexo, perigo estranho e paranoia nacional, o novo demônio ou bicho papão. As pessoas condenadas de qualquer crime sexual são "transformadas num conceito de maldade, que é depois personificado num grupo de demônios predadores e terroríficos", que são, contrariamente às provas científicas, tratados como uma constante ameaça, habitualmente à espera de uma oportunidade para atacar. Consequentemente, os criminosos sexuais são trazidos a público pelos media no Halloween, apesar do facto de não existirem registros de casos de rapto ou abuso por criminosos sexuais no Halloween.
Acadêmicos, profissionais de tratamento, e grupos de reformas legais tal como a Reform Sex Offender Laws, Inc. e Women Against Registry criticam a lei atual para os criminosos sexuais como baseada no pânico moral conduzido pelos media e "a emoção pública", mais do que pela tentativa real de proteger a sociedade. Isto pode motivar legisladores a passar lei automaticamente para responder à histeria do público, ecoando uma perspectiva de "castigo da população". Muitos legisladores sentem que podem atrair votos parecendo "duros com os criminosos sexuais". Uma discrepância apontada pelos críticos é que John Walsh, pai de Adam Walsh e apoiante da lei Adam Walsh, admitiu ter tido uma relação com uma rapariga de 16 anos enquanto estava no início dos 20 anos e tinha conhecimento que a idade de consentimento era 17 em Nova Iorque, significando que, se fosse condenado, John Walsh poderia ser registrado como criminoso sexual. Desde a aprovação da Lei Adam Walsh, o próprio Walsh criticou a lei, dizendo "não conseguem pintar os criminosos sexuais na totalidade".
Os críticos apontam que contrariamente às descrições dos media, os raptos por predadores são muito raros e 93% do abuso sexual de menores é cometido por alguém que a criança conhece: um membro da família, um amigo da família, alguém com posição de autoridade. Segundo o Departamento da Justiça dos Estados Unidos, a reincidência dos criminosos sexuais é 5,3%, a mais baixa de qualquer tipo de crime exceto homicídio.
Os críticos dizem que, enquanto inicialmente apontadas aos piores criminosos, como resultado do pânico moral as leis passaram por uma série de mudanças, muitas com nomes dados pelas vítimas de crimes sexuais famosos, expandindo o alvo das leis a criminosos de baixo nível, e tratando-os da mesma forma que predadores, levando a castigos desproporcionais sendo colocados em registros de criminosos sexuais, com consequentes restrições em mudanças, trabalho e casa. Como resultado da narrativa da média de criminosos sexuais, mostrando crimes grosseiros como comportamentos típicos dos criminosos, e distorcendo os factos dos casos, o pânico aumentou, levando a que legisladores ataquem a descrição judicial, obrigando ao registro, sem considerar a possibilidade de reincidência ou a verdadeira gravidade do crime, punindo menos criminosos graves sob as leis duras de criminosos sexuais.

### Artigos
- Abuso sexual de menores
- Histeria do abuso sexual de centro de cuidados
- Efebofilia
- Exibicionismo
- Frotteurismo
- Hebefilia
- Incesto
- Parafilia
- Pedofilia
- Projecto de Prevenção Dunkenfield Predador sexual
- Voyeurismo

### Leis
- Lei de Proteção e Segurança Infantil Adam Walsh
- Lei de Crimes contra Criminosos Sexuais de Crianças Jacob Wetterling
- Lei de Jessica
- Lei de Megan

### Monitorização, avaliação, outros
- Pulseira eletrônica
- Círculos de Suporte e Responsabilidade
- Confinamento civil
- Sistema de Posicionamento Global (GPS)
- Pletismógrafo genital
- Reincidência

#### Criminosos
- Jeffrey Dahmer: Assassino em série com 17 vítimas conhecidas. Muitos dos seus homicídios incluíam abusos sexuais.
- Richard Allen Davis: Condenado por rapto, violando e matando Polly Klaas (ver a secção de "Vítimas").
- Josef Fritzl: Um homem austríaco que começou a abusar sexualmente da sua filha Elisabeth em 1977 e manteve-a prisioneira na sua casa de 1984 até 2008. Ele abusou sexualmente de Elisabeth, resultando no nascimento de 7 crianças e num aborto. Uma das crianças morreu em bebé, e três estavam presas juntamente com Elisabeth até 2008.
- Jesse Timmendequas: Um criminoso sexual registrado que atraiu Megan Kanka (ver a secção de "Vítimas") até à sua casa e depois a violou e matou.
- Peter Tobin: Criminosos britânico com longo historial, incluindo condenações por duas violações, que foi condenado por violação e homicídio de uma mulher estudante Polaca em 2007. Depois da sua condenação, foi dado como culpado dos homicídios de duas adolescentes que desapareceram em 1991, e em relatório disse ter morto mais de 40 pessoas.
- Ottis Toole: Assassino em série que confessou múltiplos homicídios e violações; acredita-se ser o assassino de Adam Walsh ("ver secção de "Vítimas").
- Don Vito: Personalidade de um reality show americano condenado por tocar duas raparigas de 12 anos em 2007.
- Ariel Castro: Suspeitos dos raptos de Amanda Berry, Gina DeJesus e Michelle Knight.
- Chris Ortloff: Antigo membro da Assembleia de Nova Iorque e membro do quadro de liberdade condicional de Nova Iorque, sentenciado em 9 de Agosto de 2010, a 12 anos e 6 meses de prisão mais supervisão perpétua e multa de 50,000 dólares, depois de se dar como culpado de um crime federal em incitamento online de menores.[38]

#### Vítimas
- Megan Kanka: violada e assassinada pelo seu vizinho, Jesse Timmendequas, em Nova Jérsia em 1994. O assassinato atraiu atenção nacional e consequentemente levou à introdução da Lei de Megan, que exige esforços policiais para compilar e tornar disponível ao público a informação de criminosos sexuais condenados.
- Polly Klaas: Raptada com 12 anos da sua casa na Califórnia em 1993. Richard Allen Davis, que tinha histórico criminoso desde os anos 60 que incluía crimes sexuais, foi condenado à morte.
- Jessica Lunsford: Raptado com 9 anos da sua casa na Flórida em 2005 e assassinada por John Couey, um antigo criminoso sexual condenado. A Lei de Jessica passou em vários estados americanos inspirados pelo seu caso.
- Dru Sjodin: Estudante da Universidade de Dakota do Norte raptado em 2003 e encontrada morta 5 meses depois. Um criminosos sexual registrado foi condenado do seu homicídio.
- Adam Walsh: A 27 de Julho de 1981, o rapto de Adam Walsh não mudou apenas as vidas dos seus pais, mas também de todas as casas com crianças pequenas ao longo do país. Até esse momento, era considerado seguro e aceitável deixar as crianças no carro ou na secção de brinquedos sem vigilância. Adam Walsh, com apenas 6 anos de idade, ficou a brincar com jogos de vídeo com outros 3 rapazes num zona de brinquedos da Sears enquanto a sua mãe comprava lâmpadas apenas a alguns metros. Quando os 4 rapazes começaram a brigar, foi-lhes dito para saírem da loja uma vez que os rapazes disseram que os pais não estavam na loja. Regressando aos jogos de vídeo, a mãe de Adam procurou freneticamente pelo seu filho que não estava em nenhum local. Passaram-se horas antes de a polícia ser chamada e para que a mãe de Adam fosse levada a sério pelas autoridades. Entre o espalhar de panfletos e alertas em Hollywood, Flórida e a nível nacional, a família de Adam e os pais da América perdiam a esperança de o encontrar vivo. Duas semanas depois, um pescador reportou uma cabeça cortada num canal de irrigação perto de 160 quilómetros da loja da Sears que as autoridade identificaram como Adam Walsh pelos registros dentários e verificação de um amigo da família. Dois anos depois, o criminosos condenado Otis Toole confessou o rapto e assassinato de um jovem rapaz apanhado em Hollywood, Flórida no parque de estacionamento da Sears. Inicialmente, a história de Toole tinha a culpa no seu colega, mas seguiu-se a confissão da sua acção a solo no crime, com uma descrição dos eventos idênticos ao testemunho da Sra. Walsh. Mesmo assim, depois de ter falado à polícia de cada passo e cenário que teve lugar no dia de verão de 1981, Toole voltou atrás com a sua confissão de ter cometido o crime. Com isto, os pais de Adam fizeram de sua a missão de serem activistas pelas crianças desaparecidas, e nunca se renderam ao direito de justiça do filho e à sua própria paz de espírito para finalmente fechar o caso. Morrendo na prisão onde esteve por centenas de outros crimes que tinha cometido, Toole foi finalmente acusado e anunciado pelas autoridades 27 anos depois (Fox.com). Esta tragédia mostra a importância da atenção pública para aqueles que têm intenções de magoar as crianças, seja de que forma for. Este crime repetido providenciou numerosas instâncias e exemplos pelo qual ele deveria estar preso permanentemente, mas ele não estava sob supervisão ou liberdade condicional de nenhum tipo para supervisionar as suas atividades no mundo cá fora, a interação com crianças, ou oportunidade de matar novamente.
- Jacob Wetterling: Raptado com 11 anos da sua cidade natal Minnesota em 1989 e nunca mais foi visto.
- Jaycee Lee Dugard: Raptado durante 18 anos.

#### Ativistas
- John Walsh: Pai de Adam Walsh e apresentador de America's Most Wanted.
- Patty Wetterling: Mãe de Jacob Wetterling. Notável na oposição de leis de registro muitos amplas que classificam ofensas menores na mesma escala dos predadores de alto risco.

### Programas e organizações
- America's Most Wanted
- Fundação Megan Nicole Kanka
- National Center for Missing and Exploited Children
- Fundação Polly Klaas
- Reform Sex Offender Laws, Inc.
- To Catch a Predator